# Олеак-Дебат
Олеа́к-Деба́т (фр. Oléac-Debat, окс. Auliac Devath) — коммуна во Франции, находится в регионе Юг — Пиренеи. Департамент — Верхние Пиренеи. Входит в состав кантона Пуйастрюк. Округ коммуны — Тарб.
Код INSEE коммуны — 65332.

## География
Коммуна расположена приблизительно в 650 км к югу от Парижа, в 115 км юго-западнее Тулузы, в 7 км к северо-востоку от Тарба.
Коммуна расположена в местности Бигорр.

## Климат
Климат умеренно-океанический с солнечной тёплой погодой и обильными осадками на протяжении практически всего года.

## Население
Население коммуны на 2010 год составляло 108 человек.
| 1962 | 1968 | 1975 | 1982 | 1990 | 1999 | 2010 |
| ---- | ---- | ---- | ---- | ---- | ---- | ---- |
| 76   | 124  | 103  | 87   | 105  | 105  | 108  |

## Администрация
| Период | Период | Фамилия          | Партия                         | Примечания               |
| ------ | ------ | ---------------- | ------------------------------ | ------------------------ |
| 1968   | 1994   | Этьен Ашиль-Фуль | Союз за французскую демократию | член генерального совета |
| 1994   | 2020   | Кристиан Журе    |                                |                          |

## Экономика
В 2010 году среди 66 человек трудоспособного возраста (15-64 лет) 54 были экономически активными, 12 — неактивными (показатель активности — 81,8 %, в 1999 году было 73,2 %). Из 54 активных жителей работали 51 человек (27 мужчин и 24 женщины), безработных было 3 (1 мужчина и 2 женщины). Среди 12 неактивных 2 человека были учениками или студентами, 6 — пенсионерами, 4 были неактивными по другим причинам.

## Фотогалерея

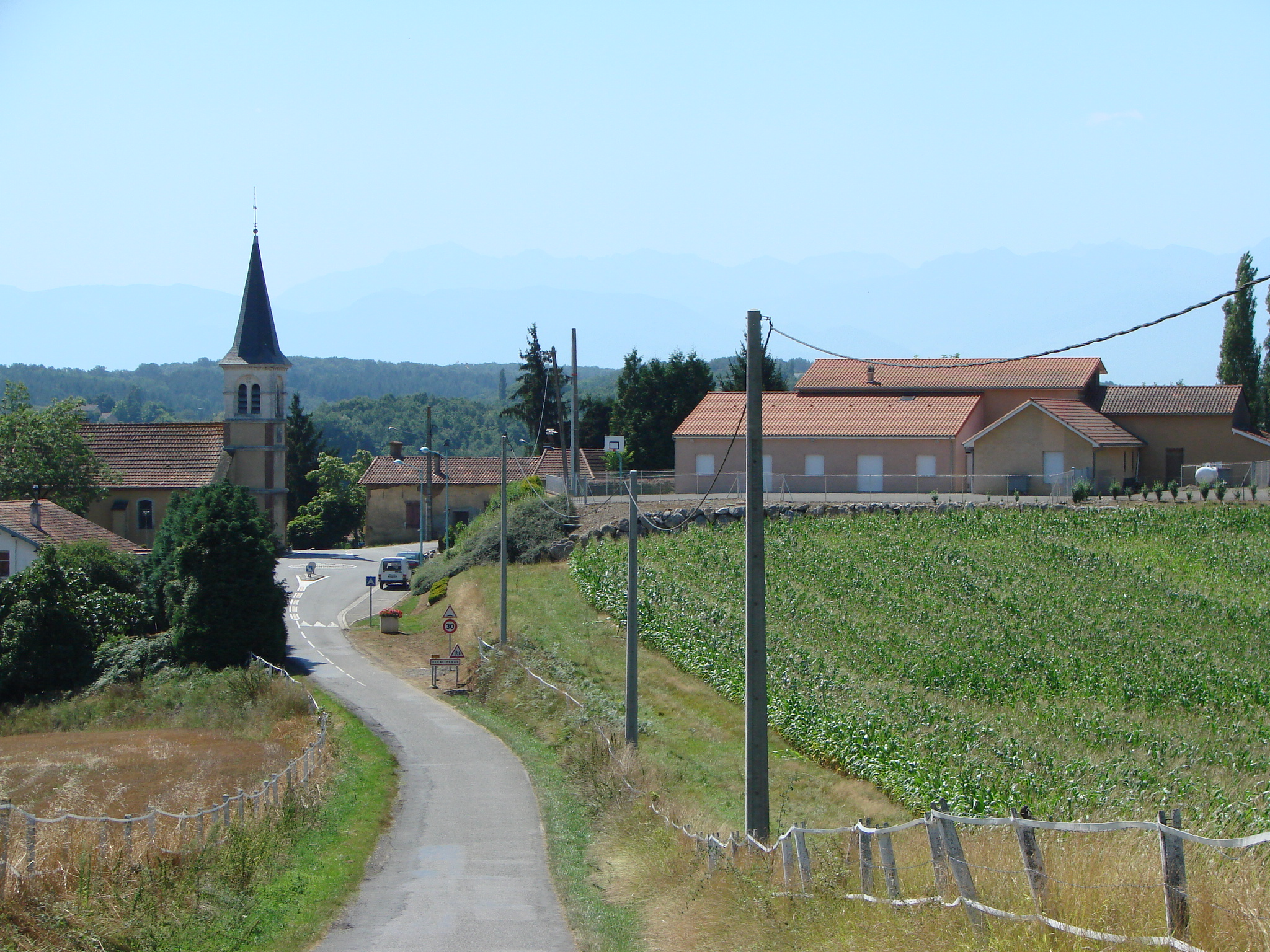
Олеак-Дебат
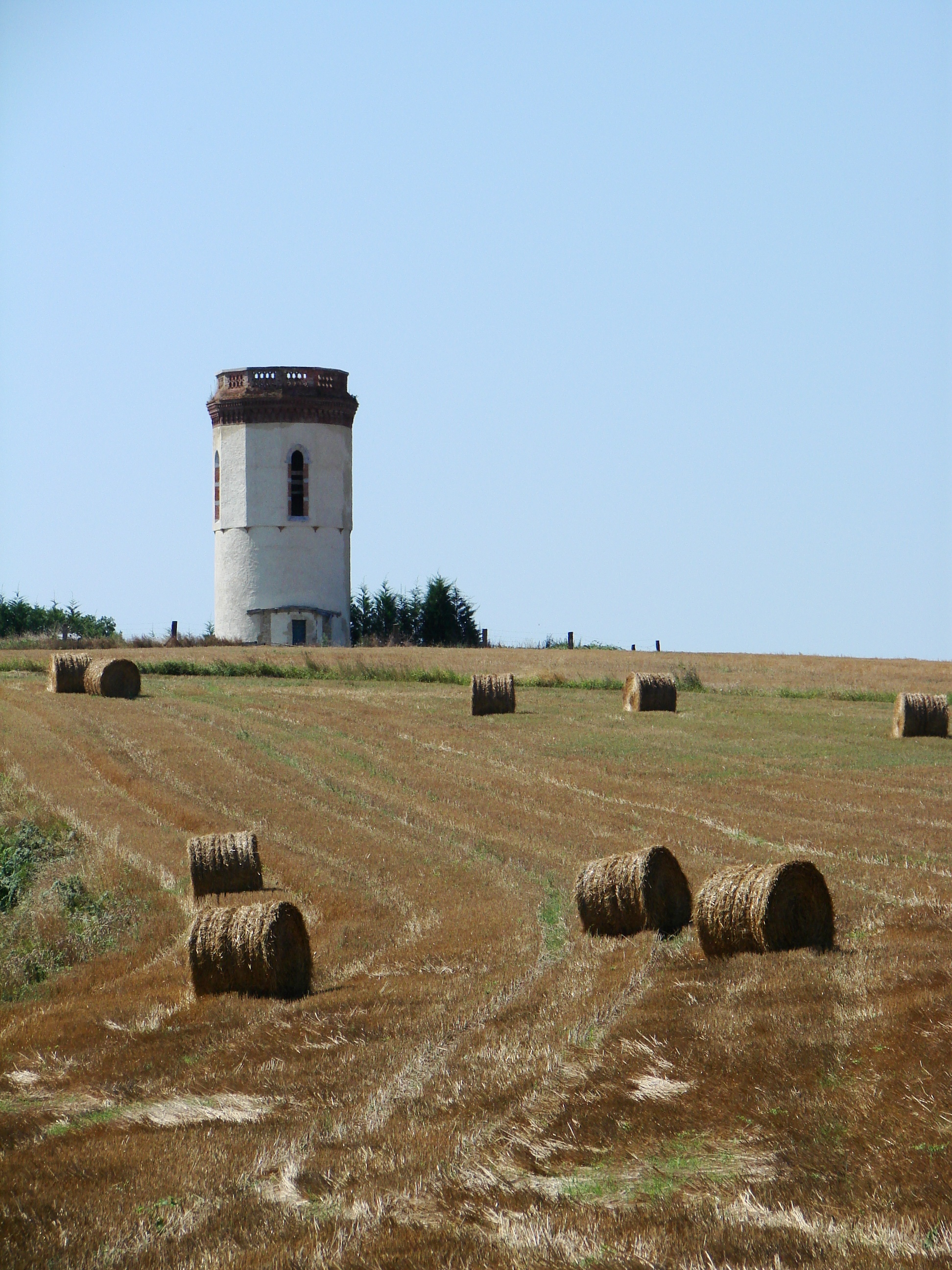
Башня
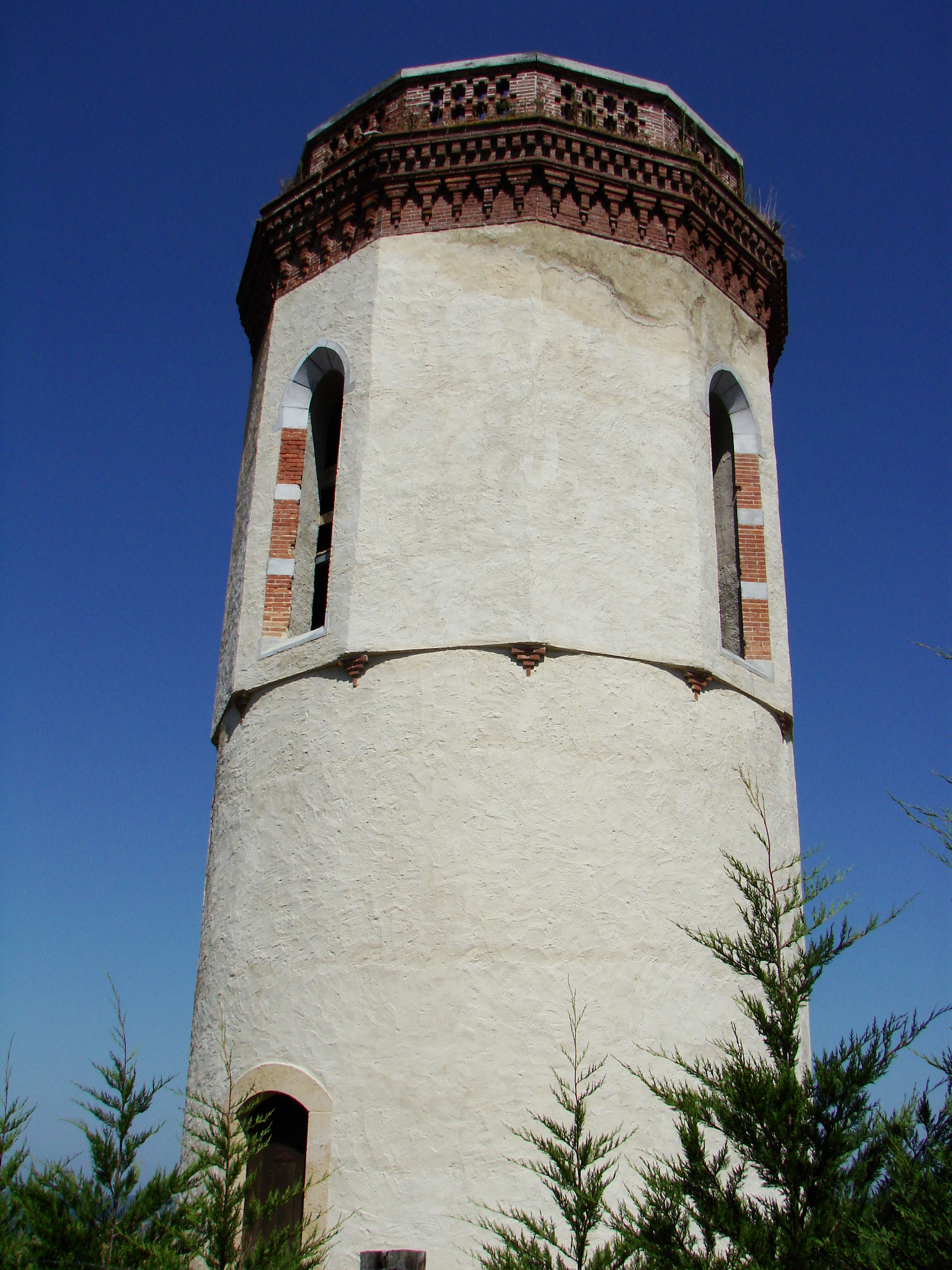
Башня
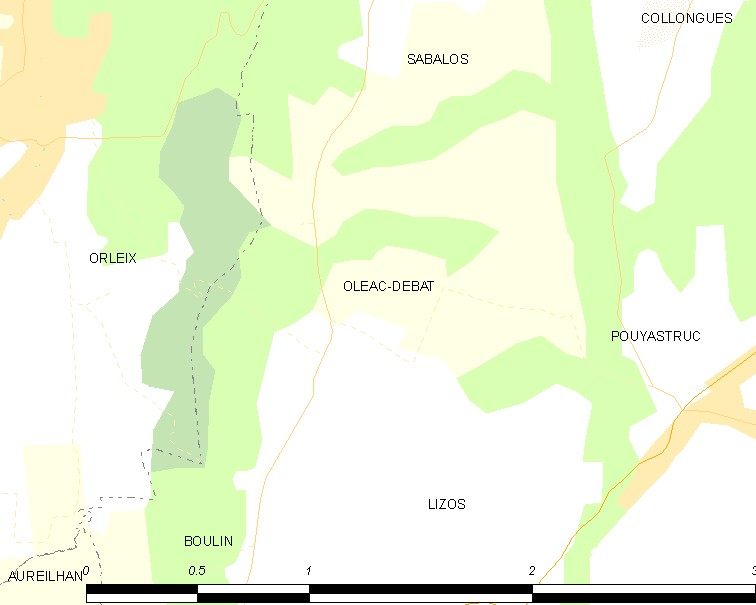
Карта коммуны